# Drongo reial
El drongo reial (Dicrurus macrocercus) és una espècie d'ocell passeriforme de la família Dicruridae; àmpliament distribuït per Àsia: se li troba des de Sri Lanka al sud de la Xina i de l'Iran fins a Indonèsia.